# Monica (entreprise)
Pour les articles homonymes, voir Monica.
Monica était une marque française d'automobiles de prestige produites à Balbigny entre 1973 et 1975. Elle ne produit qu'un unique modèle, la Monica 560.

## Les origines
Les voitures Monica ont été développées sous l'impulsion de Jean Tastevin, ingénieur diplômé de l’École centrale de Paris et PDG de la CFPM (Compagnie française de produits métallurgiques), une société spécialisée dans la fabrication et la location de wagons citernes.
Passionné d’automobile et soucieux de diversifier l’activité de son entreprise, Jean Tastevin décide en 1967 de créer une voiture de sport luxueuse, la Monica, ainsi baptisée en hommage à son épouse Monique. Elle sera produite dans son usine de construction de matériel ferroviaire à Balbigny, dans la Loire.

## Premiers prototypes
Pour mener à bien son projet, Tastevin s’entoure d’une équipe de techniciens de divers pays. La réalisation du prototype est confiée à Chris Lawrence ancien pilote et constructeur  des Deep Sanderson. Une première version sort des ateliers Williams et Pritchard en avril 1968 : un coupé sport de quatre places avec carrosserie en aluminium, suspensions cantilever et essieu arrière articulé.
Insatisfait du résultat, Tastevin demande au styliste Tony Rascanu de retravailler le design de la voiture, dont les premiers exemplaires sont produits par la société britannique Airflow Streamlines, et présentés au public en avant-première du Salon de l'Auto 1972.
Inspirée des luxueuses voitures  de sport de l’époque (Maserati, Jaguar, Ferrari , Aston Martin) et des Facel Vega, marque française de prestige disparue en 1964, la Monica est une berline luxueuse offrant quatre vraies places et un coffre capable de loger une demi-douzaine de valises. Le système d’ouverture et de fermeture des portières, entièrement électrique, montre le souci du détail du fabricant. L’habitacle est aussi soigné avec un tableau de bord en loupe d’orme et cuir, un volant en bois verni, des compteurs Jaeger, des sièges en cuir, une moquette en laine de Shetland, des vitres électriques, l’air conditionné et un autoradio stéréo avec lecteur de cartouches 8 pistes.
La Monica est alors équipée d’un moteur V8 de 3,5 litres — conçu en Angleterre par l'ingénieur Ted Martin spécialiste des moteurs à hautes performances  — qui délivre une puissance de 240 chevaux à 6000 tours par minute. Mais pour des raisons de fiabilité, Tastevin décide d’y renoncer et, comme le faisait Facel Vega dix ans plus tôt, fait appel à Chrysler qui lui fournit un moteur V8 de 5,6 litres. Une fois modifié et adapté dans les ateliers de Balbigny, il offre une puissance de 285 chevaux à 5400 tr/min. La Monica 560, qui pèse 1,8 tonne, peut atteindre une vitesse de pointe de 240 km/h. 

## La fin de l'aventure
La Monica 560 est présentée au Salon de l’Auto 1973, mais pas encore entièrement fiabilisée, alors même que survient la première crise pétrolière. Le prix de l’essence augmente considérablement et le gouvernement multiplie les limitations de vitesse pour réduire la consommation de carburant dans le pays. Or, la Monica est proposée très cher (164 000 francs, soit le prix d'une Rolls-Royce de l'époque) et consomme plus de 18 litres aux cent kilomètres.
En 1974, Tastevin préfère limiter les frais et arrête les chaînes de fabrication de sa voiture qui n’aura été produite qu’à une vingtaine d’exemplaires. Les quelques Monica en cours de finition sont finalement cédées en 1975 à l'ancien pilote Guy Ligier devenu constructeur de Formule 1 qui les laissera rouiller derrière son usine.

## Galerie

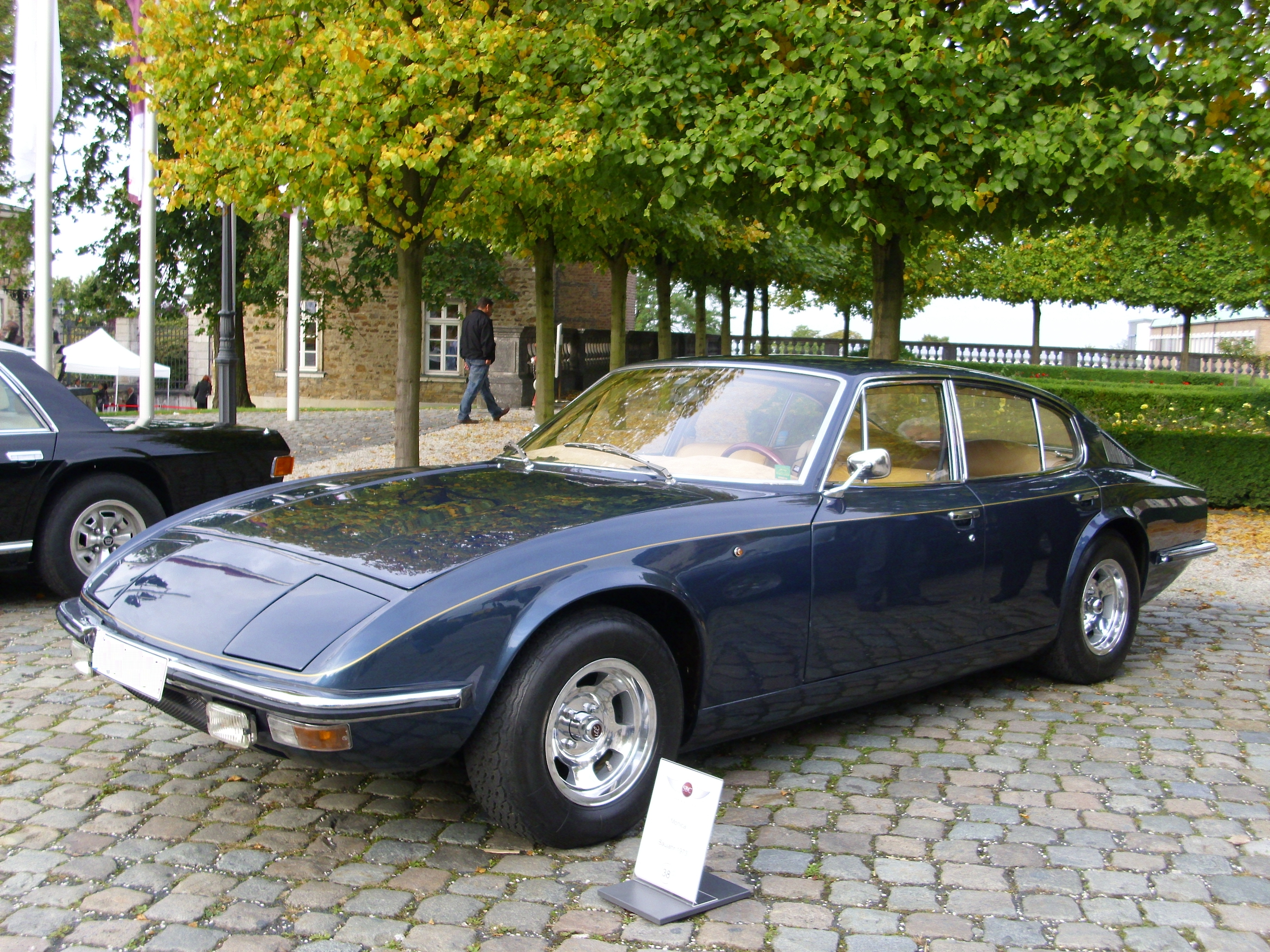
Vue avant
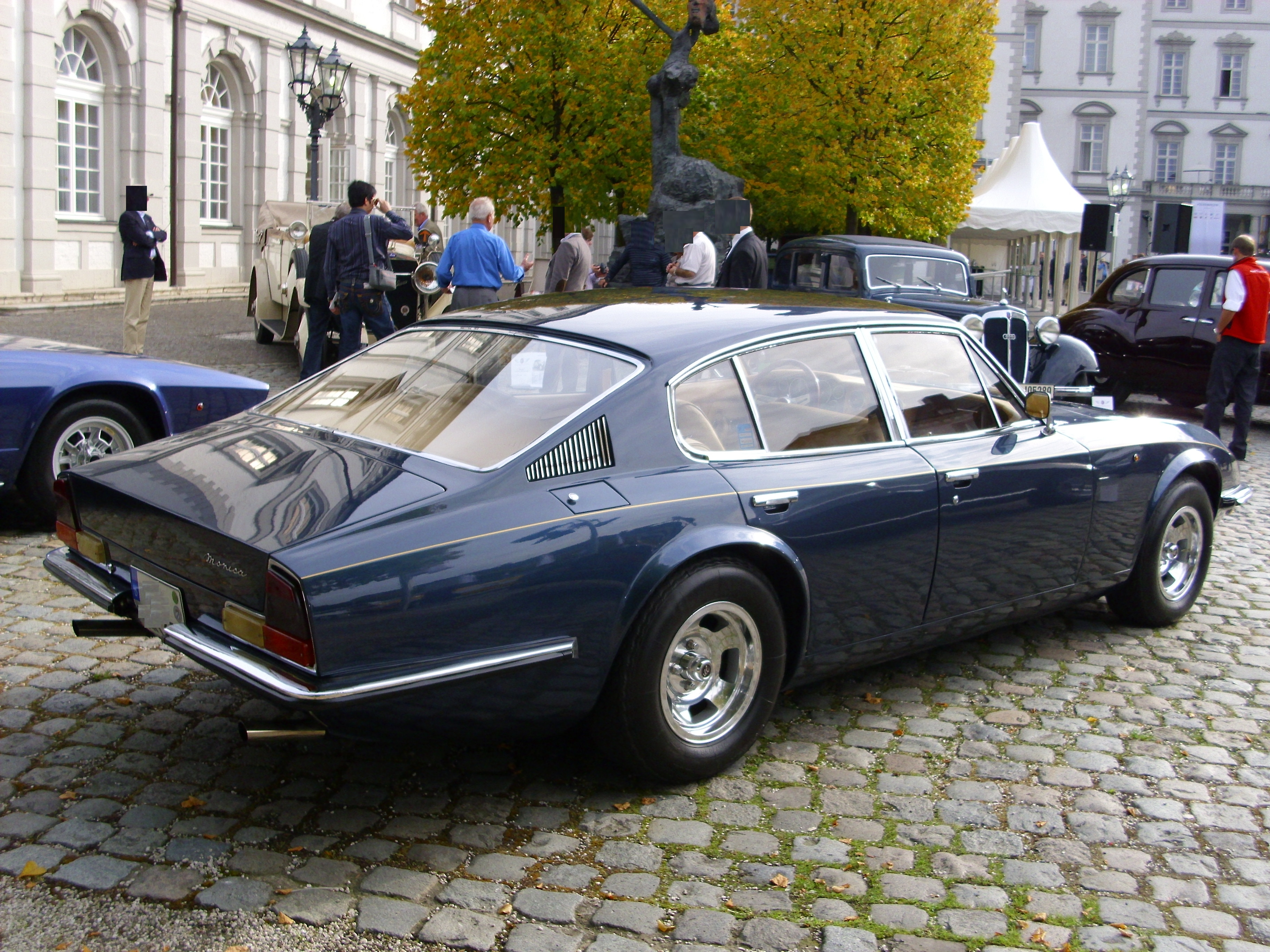
Vue arrière
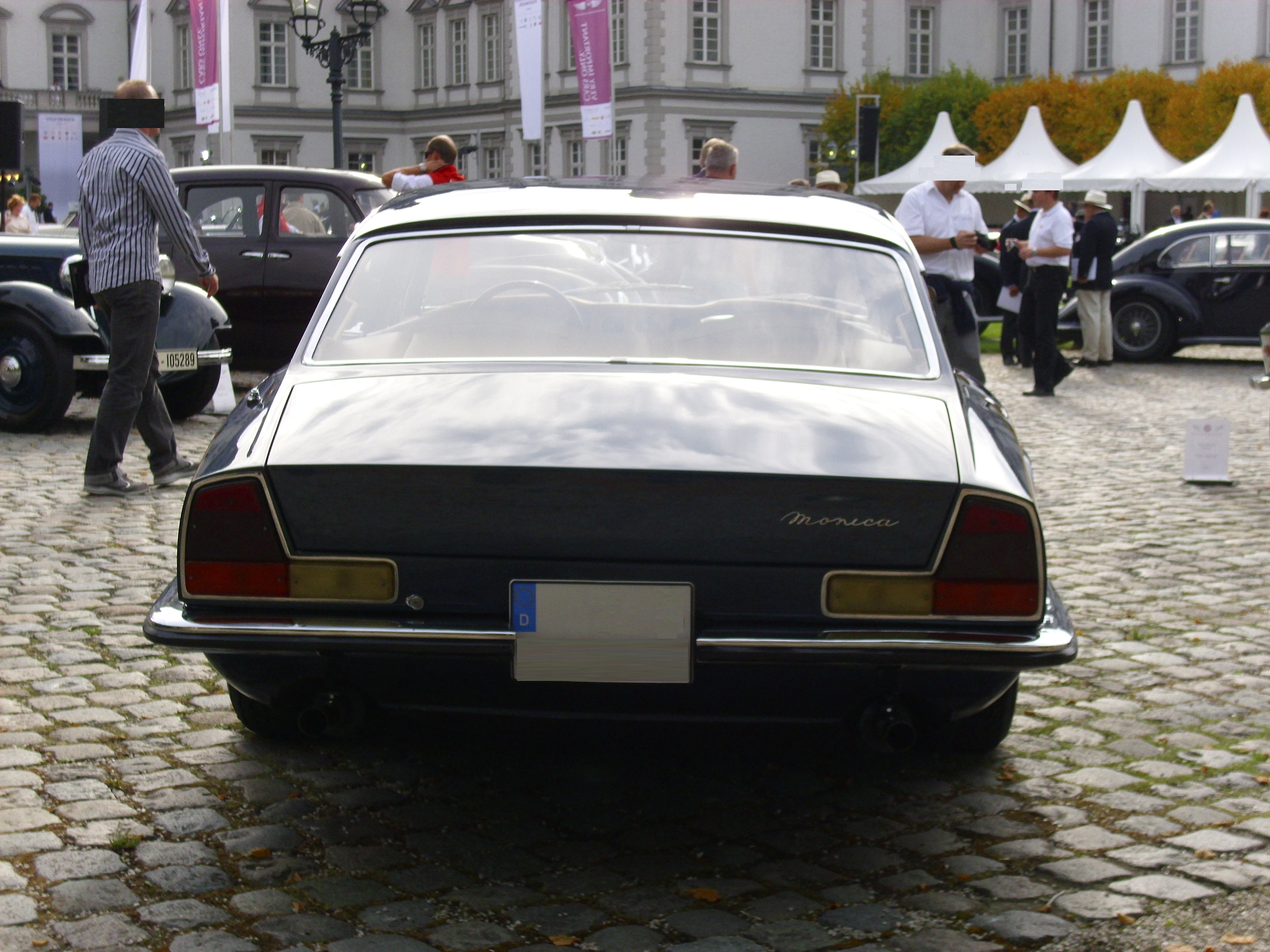
Malle arrière
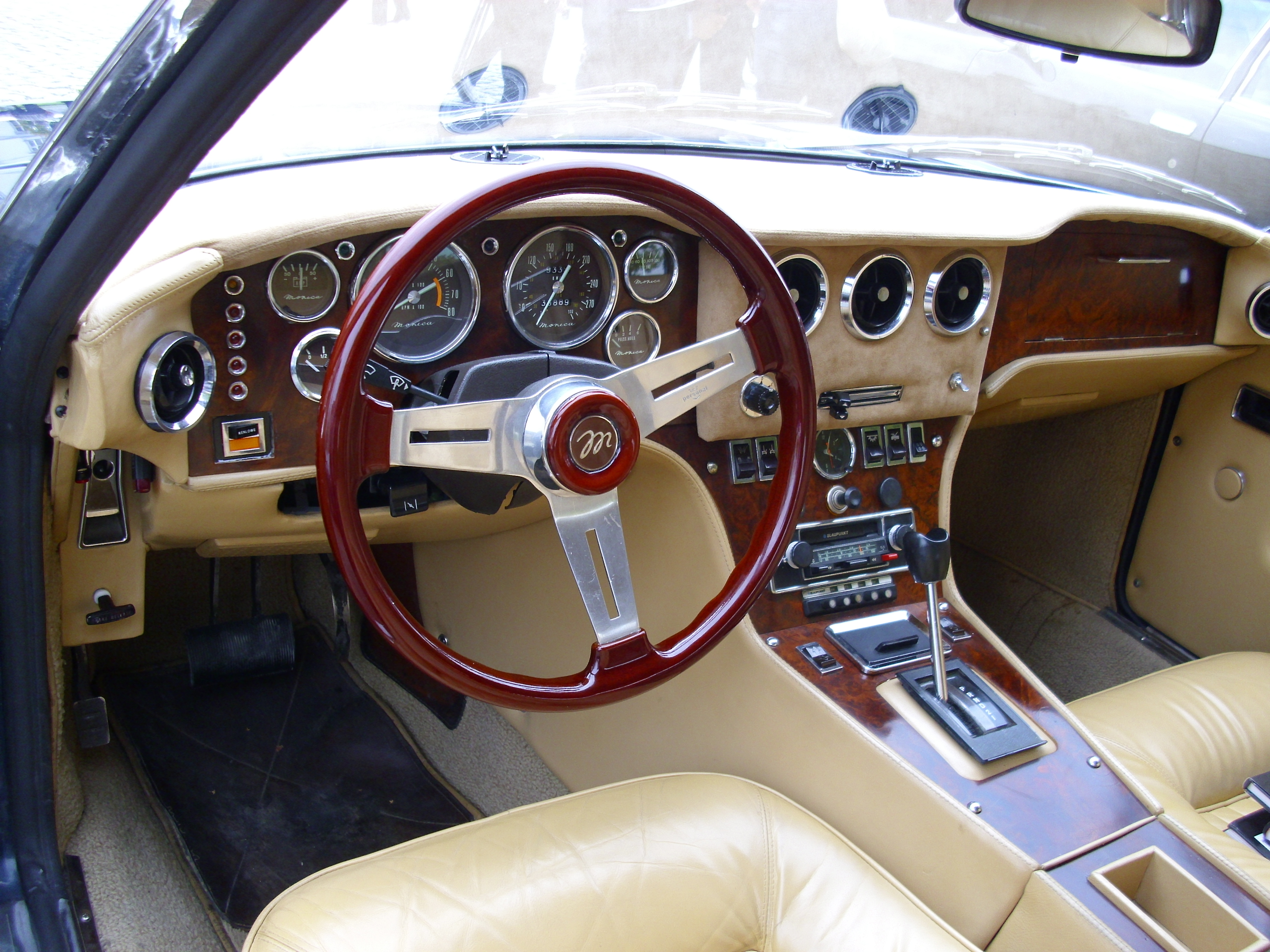
Intérieur
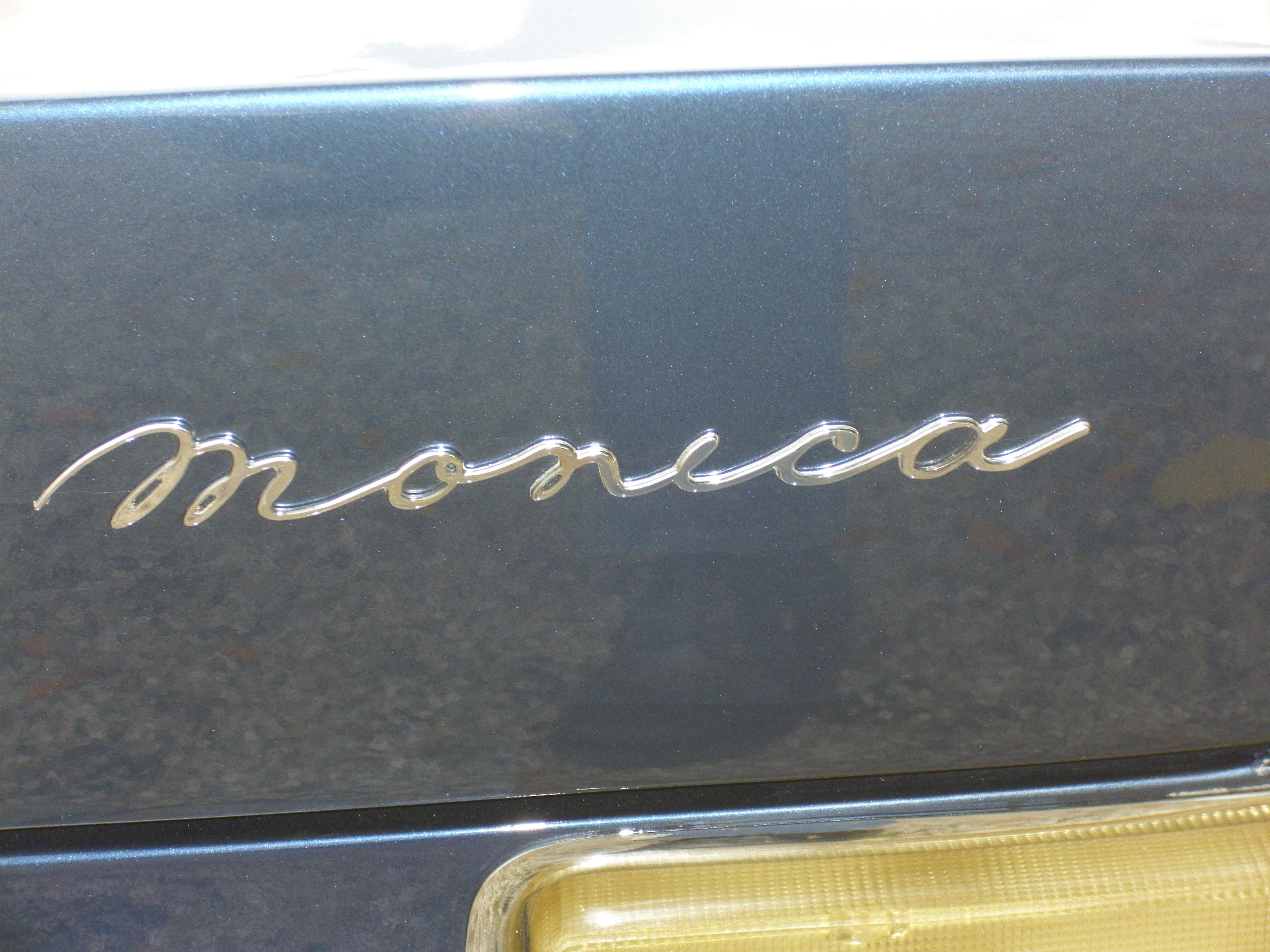
Emblème sur la malle
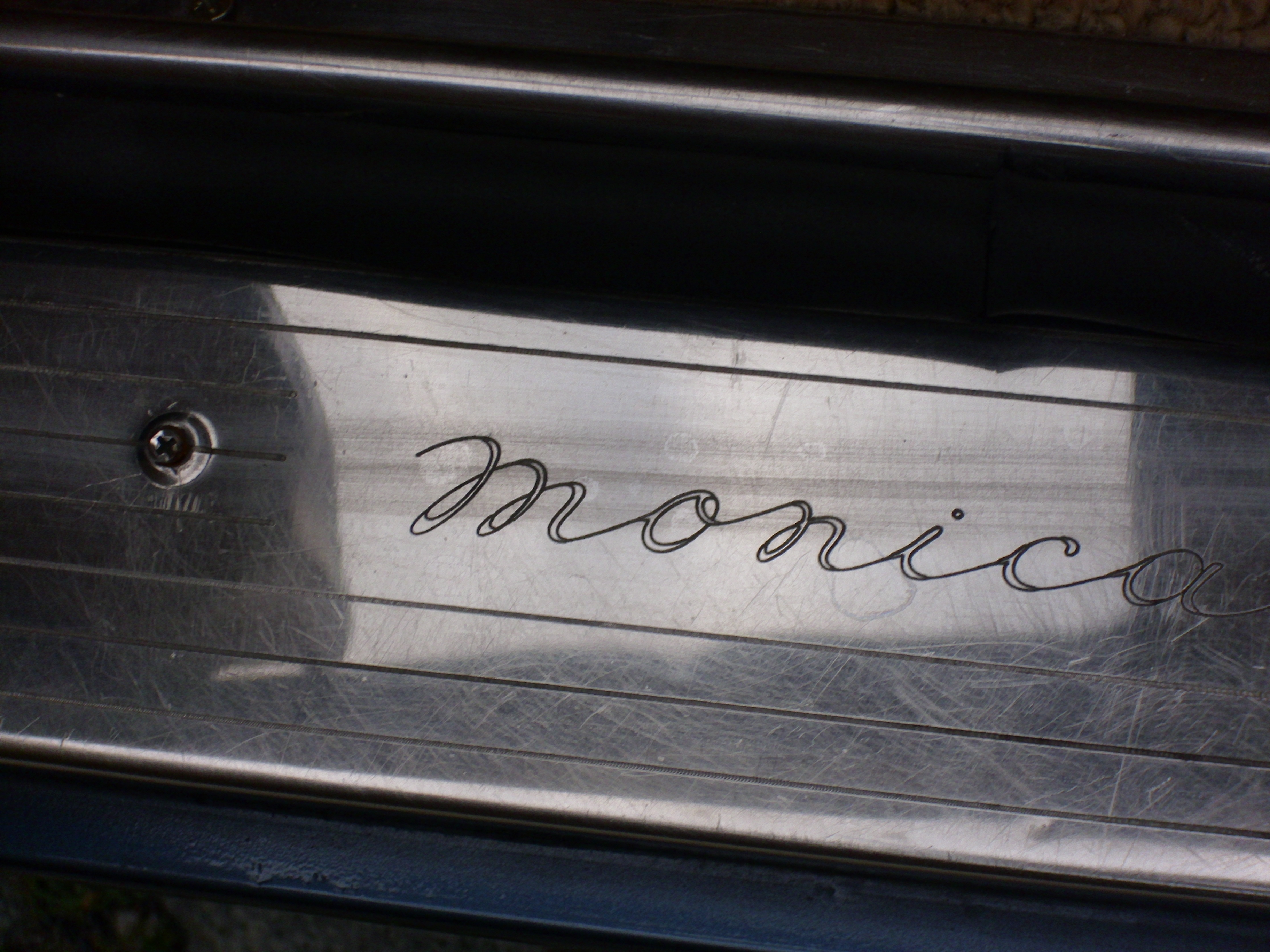
Emblème sur le seuil de portière